# Mentheville
Mentheville ist eine französische Gemeinde mit 301 Einwohnern (Stand 1. Januar 2022) im Département Seine-Maritime in der Region Normandie (vor 2016 Haute-Normandie). Sie gehört zum Arrondissement Le Havre und zum Kanton Saint-Romain-de-Colbosc (bis 2015 Goderville).

## Geographie
Mentheville liegt etwa 29 Kilometer nordöstlich von Le Havre in der Pays de Caux. Umgeben wird Mentheville von den Nachbargemeinden Tourville-les-Ifs im Norden, Bec-de-Mortagne im Osten und Nordosten, Annouville-Vilmesnil im Osten und Südosten, Bretteville-du-Grand-Caux im Süden und Südwesten sowie Auberville-la-Renault im Westen und Südwesten.

## Bevölkerungsentwicklung
| Jahr                      | 1962 | 1968 | 1975 | 1982 | 1990 | 1999 | 2006 | 2013 |
| Einwohner                 | 180  | 166  | 127  | 137  | 133  | 158  | 209  | 282  |
| Quelle: Cassini und INSEE |      |      |      |      |      |      |      |      |

## Sehenswürdigkeiten
- Kirche Notre-Dame-de-l’Assomption aus dem 17. Jahrhundert
- Schloss aus dem 17. Jahrhundert